# Swasche
Swasche, auch swesche, swasher, sueschoour, suescher, swash, suesche oder sivasche, war die spätmittelalterliche Bezeichnung für eine vermutlich große Marschtrommel in England und Schottland, die einen tiefen Klang erzeugte und verschiedentlich genutzt wurde, um Aufmerksamkeit für ein kommendes Ereignis zu erreichen sowie zur Begleitung von sportlichen Aktivitäten und militärischen Aufmärschen.
Die Stadtchroniken von Basel erwähnen für 1332 den Gebrauch von Trommel und Flöte (Tabor und Schwegel). Aus einer Abrechnung des englischen Königs Heinrich VII. von 1492 geht hervor, dass um diese Zeit große schweizerische Trommeln in England geschlagen wurden. Die Abrechnung betraf 22 sweches grete tabors (mittelenglisch, „Schweizer große Trommeln“), die entweder aus der Schweiz eingeführt oder von einem Schweizer Trommelbauer in England angefertigt worden waren. In der Folgezeit kam der Ausdruck sweche häufig in englischen Quellen für eine Militärtrommel vor. In Schottland wurde diese Form der Zylindertrommel nach einem Beleg von 1533 ebenfalls in Anlehnung an ihr Ursprungsland swasche genannt.